# Жул Виол
Жул Луис Габриел Виол (на френски: Jules Louis Gabriel Violle) е френски физик и откривател. Кавалер на Ордена на Почетния легион.

## Биография
Роден е на 16 ноември 1841 г.
През 1870 г. защитава докторат и става преподава физика последователно в Гренобълския университет, Лионския университет, Екол нормал, Консерваторията по изкуства и занаяти в Париж. През 1897 г. е избран за член на Парижката академия на науките след Физо. Президент е на френското дружество на физиците (Société Française de Physique, от 1919 г.), на дружеството на електроинженерите и на Комитета за изобретения за националната отбрана.
Изследванията му са в областта на радиометрията, фотометрията и калориметрията. През 1882 г. построява калориметър, чийто принцип се използва при термоса. Построява своя конструкция актинометър, с който определя слънчевата константа на Монблан през 1875 г. Известен е и с това, че предлага единица за измерване на интензитета на светлината, наречена виол на негово име. Тя е равна на светлината, излъчвана от 1 cm² платина при нейната температура на топене. Това е първата единица за интензитет на светлината, която не зависи от свойствата на конкретен източник. Тя е много по-голяма от традиционната тогава мярка „сила на свещ“, затова стандартната единица от SI, кандела, първоначално е дефинирана през 1946 г. като 1/60 от виола.
Той е един от основателите на френските Институт за теоретична и приложна оптика (Institut d'optique théorique et appliquée) и Висше училище по оптика (École supérieure d'optique).
Виол подобрява и изобретява редица устройства за измерване на слънчевото излъчване и определя точката на замръзване и температурата на топене на паладия. Публикува редица научни трудове, някои от които остават незавършени.
Умира на 12 септември 1923 г.